# 飛行第11戦隊 (日本軍)
飛行第11戦隊（ひこうだいじゅういちせんたい、飛行第十一戰隊）は、大日本帝国陸軍の飛行戦隊の1つ。通称号は燕第八三一一部隊、軍隊符号は11F。
垂直尾翼に稲妻を模したマークを描いていたため「稲妻部隊」の通称もあった。

## 概要
- 飛行分科:戦闘

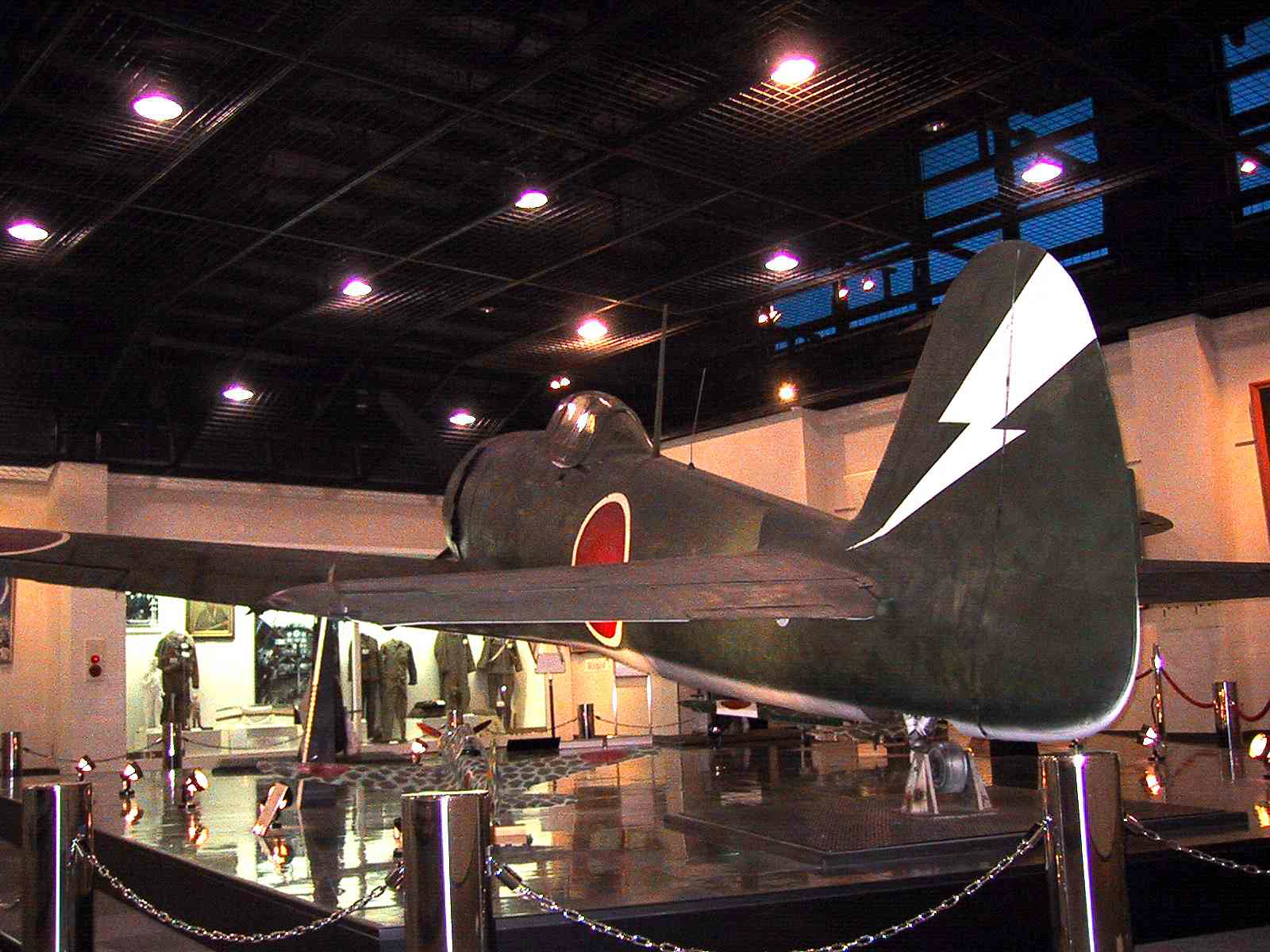
垂直尾翼に稲妻を描いた飛行第11戦隊の四式戦闘機

- 編成時期:1938年（昭和13年）8月31日
- 編成地:ハルビン
- 使用機種:九七式戦闘機、一式戦闘機、四式戦闘機、五式戦闘機
- 終戦時の所在地:高萩

## 経歴
前身は1932年6月に飛行第1、第3、第4連隊から各1個中隊を抽出し編成された飛行第11大隊である。関東軍飛行隊隷下としてハルビン、奉天に駐留。7月6日には、独立飛行第10中隊（花沢友男大尉）を編入し第4中隊とした。1933年、熱河作戦にて2個中隊が綏中に派遣され、地上戦直協に従事。1935年12月、関東軍飛行集団成立と同時に飛行第11連隊に改編。ただし、4個中隊であることは変わらなかった。のち、第12飛行団（長：東栄治少将）隷下となる。
1937年6月、乾岔子島事件にて連隊主力が北安飛行場に前進するも、出動直前で中止命令が発せられ、間もなく停戦となる。9月末、第16戦隊に代わって偵察1個中隊と第2中隊からなる臨時飛行隊（長：田坂国三少佐）が北支に派遣されるも空戦の機会なく、地上直協に終始。同年12月20日、ハルビンに帰還。
1939年（昭和14年）5月23日、第12飛行団への出動命令が下され、連隊本部および第1、第3中隊（約20機）が出動。29日には第4中隊もハイラルに派遣された。6月19日夜に第2飛行集団に再度派遣命令が下ると、23日、飛行団司令部と11戦隊第2、第4中隊が採塩所飛行場に前進、同日より戦闘に入る。
1939年（昭和13年）8月31日、ハルビンにて戦隊と改称。翌日9月1日、第4中隊が指揮下を離れ、飛行第1戦隊第3中隊に改編される。
1942年4月8日、第1中隊などから部隊員の一部が抽出され教導飛行第204戦隊が編成される。
フィリピンの戦いで鹵獲された飛行第11戦隊の四式戦闘機はアメリカに運ばれ、1946年4月2日から5月10日にかけて、ペンシルベニア州のミドルタウン航空兵站部で各国の戦闘機を比較する試験に用いられた。

## 所属者

### 歴代部隊長
| 代 | 氏名       | 在任期間             | 備考 |
| -- | ---------- | -------------------- | ---- |
| 1  | 長沢賢二郎 | 1932.6 - 1934.3      |      |
| 2  | 藤田朋     | 1934.3 - 1936.3.7    |      |
| 3  | 加藤尹義   | 1936.3.7 - 1938.3.1  |      |
| 4  | 野口雄次郎 | 1938.3.1 - 1938.8.15 |      |

| 代 | 氏名       | 在任期間               | 備考                         |
| -- | ---------- | ---------------------- | ---------------------------- |
| 1  | 野口雄次郎 | 1938.8.15 -            | 大佐                         |
| 2  | 岡部貞     | 1939.9.11 - 1942.3.21  | 少佐→中佐、戦死・ビルマ      |
| 3  | 杉浦勝次   | 1942.3.24 - 1943.2.6   | 戦死・ニューギニア、中佐特進 |
| 4  | 森下清次郎 | 1943.2.10 -            |                              |
| 5  | 金谷祥弘   | 1944.8.16 - 1944.10.12 | 戦死、台湾基隆               |
| 6  | 溝口雄二   | 1944.10.21 -           |                              |

| 代 | 氏名       | 出身     | 在任期間         | 備考 |
| -- | ---------- | -------- | ---------------- | ---- |
| 1  | 亀山計衛   | 陸士32期 | 1932.6 - 1934.3  |      |
| 2  | 川原八郎   | 陸士34期 | 1932.3 - 1935.8  |      |
| 3  | 小松原虎男 | 陸士36期 | 1935.8 - 1937.8  |      |
| 4  | 松元邦男   | 陸士42期 | 1937.8 - 1938.8  |      |
| 5  | 島田健二   | 陸士45期 | 1938.8 - 1939.9  |      |
| 6  | 別府競     | 陸士45期 | 1939.9 - 1941.7  |      |
| 7  | 宮林茂徳   | 航士51期 | 1941.7 - 1943.2  |      |
| 8  | 荷宮隆     | 航士53期 | 1943.2 - 1944.5  | 中尉 |
| 9  | 大沼国夫   | 航士53期 | 1944.5 - 1944.10 |      |

| 代 | 氏名         | 出身     | 在任期間         | 備考 |
| -- | ------------ | -------- | ---------------- | ---- |
| 1  | 原田文男     | 陸士32期 | 1932.6 - 1934.8  |      |
| 2  | 岡部貞       | 陸士35期 | 1934.8 - 1936.8  |      |
| 3  | 能登義雄     | 陸士37期 | 1936.8 - 1938.1  |      |
| 4  | 坂川敏雄     | 陸士43期 | 1938.1 - 1939.3  |      |
| 5  | 木村孝治     | 陸士43期 | 1939.3 - 1939.8  |      |
| 6  | 谷口正義     | 陸士47期 | 1939.8 - 1942.12 |      |
| 7  | 東条道明     | 陸士50期 | 1942.12 - 1943.4 |      |
| 8  | 斎藤隆       | 航士53期 | 1943.4 - 1944.1  | 中尉 |
| 9  | 四至本広之烝 | 航士54期 | 1944.1 - 1944.12 |      |

| 代 | 氏名     | 出身     | 在任期間          | 備考 |
| -- | -------- | -------- | ----------------- | ---- |
| 1  | 瀬戸克巳 | 陸士32期 | 1933.1 - 1934.8   |      |
| 2  | 宮沢太郎 | 陸士37期 | 1934.8 - 1936.3   |      |
| 3  | 牧野靖雄 | 陸士39期 | 1936.3 - 1937.12  |      |
| 4  | 小山武光 | 陸士43期 | 1937.12 - 1938.11 |      |
| 5  | 藤田隆   | 陸士40期 | 1938.11-1939.10   |      |
| 6  | 松村俊輔 | 陸士46期 | 1939.10 - 1941.3  |      |
| 7  | 太田剛介 | 陸士47期 | 1941.3 - 1942.8   |      |
| 8  | 平野博篤 | 陸士51期 | 1942.8 - 1943.1   | 中尉 |
| 9  | 藤田重郎 | 航士52期 | 1943.1 - 1944.7   |      |
| 10 | 松本三郎 | 航士53期 | 1944.7 - 1944.10  | 中尉 |

| 代 | 氏名         | 出身     | 在任期間          | 備考 |
| -- | ------------ | -------- | ----------------- | ---- |
| 1  | 河井田義匡   | 陸士28期 | 1932.6 - 1932.10  |      |
| 2  | 城寺朝一     | 陸士32期 | 1932.10 - 1935.8  |      |
| 3  | 新藤常右衛門 | 陸士36期 | 1935.8 - 1937.8   |      |
| 4  | 福田武雄     | 陸士41期 | 1937.8 - 1938.8   |      |
| 5  | 岩橋譲三     | 陸士45期 | 1938.8 - 1939.9.1 |      |

### 主な所属隊員
- 山口文一：第1中隊、1942.3-4.8
- 金井守告：第1中隊、 - 1942.12
- 瀧山和：第2中隊、-1941?
- 加藤正治：第4中隊、1936.3 - 1939.9.1